# Podobovets
Podobovets (en ukrainien: Подобовець) est un village, ainsi qu'une station de ski de très petite taille qui a été développée à proximité. Ils sont situés près de Volovets, dans le raion de Mizhgirya, dans l'Oblast de Transcarpatie, dans le sud-ouest de l'Ukraine.
Le domaine skiable est desservi principalement par un unique téléski.
Il est possible de rejoindre le domaine skiable voisin de Pylypets à ski.